# 益州 (吉林)
益州，中国辽朝时设置的州。
辽朝设置益州，为观察州，主官为观察使。根据《金虏图经》，东铺到北易州（益州）五十里，至滨州七十里，渡混同江（松花江）。治所在今吉林省农安县东北八十里小城子乡小城子村。下辖静远县。隶属于东京道龙州黄龙府，金朝废除。